# Боровков, Павел Игнатьевич
Па́вел Игна́тьевич Боровко́в (1912—1990) — младший сержант Рабоче-крестьянской Красной Армии, участник Великой Отечественной войны, Герой Советского Союза.

## Биография
Павел Боровков родился 30 июня 1912 года в деревне Антохино (ныне — Западнодвинский район Тверской области) в крестьянской семье. Русский. Получил начальное образование, потом был рабочим в Октябрьском леспромхозе того же района. В сентябре 1934 года был призван на службу в Рабоче-крестьянскую Красную Армию, после демобилизации вернулся в леспромхоз. В июне 1941 года был повторно призван в армию и направлен на фронт Великой Отечественной войны. Участвовал в боях на Сталинградском, Юго-Западном, 1-м Украинском фронтах. К январю 1945 года младший сержант Павел Боровков был наводчиком противотанкового ружья 76-го отдельного штурмового инженерно-сапёрного батальона 16-й штурмовой инженерно-сапёрной бригады 1-го Украинского фронта. Отличился во время форсирования Одера.
Когда в конце января 1945 года передовые подразделения 4-й танковой армии подошли к Одеру в районе населённого пункта Грошовиц (ныне — Грошовице, в черте Ополе, Польша), появилась необходимость построить переправу для танков и артиллерии. Батальон Боровкова выполнял эту задачу в исключительно трудных условиях: был разрушен лёд на реке, и сапёрам приходилась сооружать мост в ледяной воде под массированным огнём противника. Боровков первым в батальоне бросился в воду и начал установку моста. Мост был возведён в кратчайшие сроки.
Указом Президиума Верховного Совета СССР от 10 апреля 1945 года за «мужество и героизм, проявленные при форсировании Одера и удержании плацдарма на его западном берегу» младший сержант Павел Боровков был удостоен высокого звания Героя Советского Союза с вручением ордена Ленина и медали «Золотая Звезда» за номером 6059.
В 1945 году вступил в ВКП(б). После окончания войны Боровков работал мастером леспромхоза, начальником лесоучастка, станочником на Торопецком мебельно-деревообрабатывающем комбинате. Проживал в городе Западная Двина, скончался 21 ноября 1990 года.
Был также награждён орденом Отечественной войны 1-й степени, а также рядом медалей.